# 11 Brygada Strzelców (URL)
11 Brygada Strzelców – oddział piechoty Armii Ukraińskiej Republiki Ludowej.

## Formowanie i zmiany organizacyjne
W wyniku rozmów atamana Symona Petlury z naczelnikiem państwa i zarazem naczelnym wodzem wojsk polskich Józefem Piłsudskim prowadzonych w grudniu 1919, ten ostatni wyraził zgodę na tworzenie ukraińskich jednostek wojskowych w Polsce.
Rozkazem 4 Kijowskiej Dywizji Strzelców nr 192 z 19 września 1920 rozpoczęto sformowanie 11 Brygady Strzelców. Jednak wobec braku zasobów ludzkich było ono bardzo utrudnione. W październiku Armia Czynna przeprowadziła mobilizację na Podolu. Wtedy brygada otrzymała uzupełnienia w postaci 31 oficerów i 215 szeregowych. Do momentu zakończenia działań bojowych brygada pozostawała w fazie organizacji. Zamiast trzech etatowych kureni miała tylko dwa. Najsilniejszy z nich, 31 kureń strzelców, składał się ze szkieletowych pododdziałów: z trzech sotni piechoty, sotni karabinów maszynowych, sotni szkolnej, sotni dowódcy i sotni technicznej. 32 kureń nie przedstawiał większej wartości bojowej.
W związku z podpisaniem przez Polskę układu o zawieszeniu broni na froncie przeciwbolszewickim, od 18 października  wojska ukraińskie zmuszone były prowadzić działania zbrojne samodzielnie.
21 listopada, pod naporem wojsk sowieckich, brygada doznała dużych strat i przeszła na zachodni brzeg Zbrucza, gdzie została internowana przez Wojsko Polskie.

## Struktura organizacyjna
Organizacja brygady w październiku 1920
- dowództwo i sztab
- 31 kureń strzelców
- 32 kureń strzelców

## Żołnierze oddziału
| Dowództwo jednostki        |                        |       |
| Stopień, imię i nazwisko   | Okres pełnienia służby | Uwagi |
| Dowódca pułku              |                        |       |
| ppłk Mykoła Błoszczanewycz | 19 IX – koniec wojny   |       |
| Szef sztabu                |                        |       |
| sot. D. Siszkewycz         | 19 IX – koniec wojny   |       |